# 省港旗兵4：地下通道
《省港旗兵4：地下通道》是1990年上演的一部香港電影，也是《省港旗兵》系列最後一套作品。電影以1989年六四事件及其後的黃雀行動作為背景，講述一群來自中國的省港旗兵協助民運人士經香港逃離中國。

## 劇情簡介
影片開頭播放了部分有關八九民運的真實片段，六四事件發生後，北京當局開始抓緊搜捕民運分子。
支持中國民運團體「聲援會」主席歐陽卓校長於六四事件翌日提出再次發起百萬人大遊行，抗議血腥鎮壓，另一方面，歐陽卓也物色一些被皇家香港警察通緝的省港旗兵，策劃到中國境內營救被通緝的民運人士。這些旗兵原打算在大遊行期間搶劫灣仔一所珠寶行，完事後混入遊行人群中，後來歐陽卓把遊行取消，旗兵們失去了搶珠寶行的機會，便接受歐陽卓的出價，協助營救民運人士。
旗兵首領王兵等六人乘坐一輛賓士轎車抵達廣州，在白天鵝賓館與商人萬先生密會，萬先生告知王兵等人王小慧等民運人士正躲藏在外國領事館，並已買通一些地方政府官員協助他們逃亡。王兵喬裝成郵政人員，化名李文，駕駛廂型郵車進入領事館，把北高聯的3名女學生領袖王小慧、陳英和洪韻英接走，為了引開從後跟蹤的國安人員，阿火負責駕駛另一輛郵車作誘誀，使載有民運人士的郵車得以順利駛入準備好的貨櫃車內。隨後阿火被國安人員截查問話，不慎露出馬腳，隨即被國安人員帶走虐打，幸得一向跟著中共中央總書記趙紫陽工作，同情民運人士的廣東省公安局副局署任局長黃臨暗中幫助，阿火得以脫險。
因廣州的公安部門抓捕民運分子不力，心狠手辣的政治保衛局特務頭子袁左（影射時任國務院發言人袁木）奉中共中央政治局常委姚依林的指示從北京南下廣州坐鎮指揮搜捕民運分子。袁左早就懷疑黃臨包庇民運分子，後又接到黃臨司機的舉報，獲悉黃臨在五月底跟六月初就不斷地和民運分子秘密接觸，以及於6月3日晚，特地跑到白天鵝賓館，化名李臣，打國際電話去香港，與歐陽卓聯繫，又把阿火放走等情況後，遂將其逮捕並嚴刑拷問。在威逼黃臨供出民運分子的下落後，袁左又以根據中央「快捕、快審、快決」指示的名義殘忍將其槍殺。萬先生事先買通了海關的洪隊長，但是因為營救阿火，使得王兵等人抵達海關的時間因故推遲，此時洪隊長將要下班，輪到有「黑包公」之稱的孔隊長當班。孔隊長仔細查看貨櫃車並發現車內夾板中有身份不明的人藏匿後，以要向領導彙報為要脅，借機對萬先生進行訛詐，迫使萬先生拿出身上所有財物將其收買。但後來袁左打電話給孔隊長，嚴令其封關，不能讓民運分子逃脫，旗兵隨即與駐守海關的解放軍、武警部隊展開激戰，最終突破海關的封鎖，但萬先生在槍戰中不幸中彈身亡。
旗兵攜民運人士逃往香港時途經一河邊漁村，袁左率領一夥軍特緊追至此，雙方展開激戰，其中一名叫「阿肥」的旗兵不幸戰死，後來旗兵找來一艘快艇，將3名民運人士成功接載到香港。
民運人士安全抵港後，歐陽卓便立即替他們安排船期，但遇上意外延誤。部份旗兵因擔心夜長夢多，把歐陽卓擄到王兵一安全屋中。同時，政治保衛局決定派袁左帶領一夥武裝特務赴港負責繼續追殺民運分子，同時中央領導人（影片中並未露面，講話帶四川口音，影射支持武力鎮壓學潮的中央軍委主席鄧小平、國家主席楊尚昆和國務院總理李鵬等四川籍中共領導人）將代號為京九號的秘密電報發給中共安插在香港的特務陳興，指示其必須全力協助。而香港警方也接獲情報，得悉旗兵的藏身點，使旗兵同時遇上香港警方和袁左與陳興一夥武裝中共特務的追擊。在袁左與陳興要向王兵的安全屋發動進攻前，王兵等人沿屋中的秘密地道逃走，香港警方誤將安全屋中的特務當成是大圈幫，雙方展開激戰，激烈交火造成多人死傷，特務團夥最終因寡不敵眾而向香港警方投降。隨後警務處代表與袁左、陳興以及新華社香港分社李副社長3人就此事進行談判。雙方起先在談判中針鋒相對，絲毫不肯退讓，但隨後香港警方接獲香港高層下達的指示，為了確保香港的安定繁榮，不使中英關係緊張而達成一致，決定掩飾此事。最終雙方達成一致，將此事對外聲稱是旗兵自相殘殺，被警方圍剿才爆發血戰以此向外界交代。
歐陽卓為民運人士安排了遊艇和貨輪，協助王小慧等逃到美國。當歐陽卓送旗兵和民運人士登上遊艇離開後，這時歐陽卓助手四眼七的女友突然出現，揭發四眼七背叛聲援會暗中向香港警方告密，香港警方其後亦與袁左勾結默許其派解放軍及特務佔領貨輪，在公海範圍槍殺民運人士。當旗兵把王小慧等送上貨輪告别时骑兵中的狗哥察觉察觉出船上有共军，離開後，告知王兵等人貨輪已被共軍特務佔領，王兵唯有冒險折返與軍特拼死一戰。最終經過激戰，大圈幫將船上的軍特全數殲滅，但一眾大圈幫大石、細石、狗哥也相繼戰死，其中狗哥臨終前要求把分給他的酬金捐予民運。最後王兵把歐陽卓給予的67萬款項全數捐獻予民運，王小慧也把一隻懷錶交給王兵，託其將之修理好後寄往美國。
四眼七繼續向香港警方告密，香港警方收到貨輪上一眾軍特被旗兵全殲的消息後，為了不讓中共找到綫索，決定將生還的旗兵連同告密的四眼七一併於碼頭槍殺。
等王兵和四眼七到达码头上岸后，隐藏在周围的香港警察突然出现，四眼七见状本想跑到警察跟前，这时警察集体开枪，四眼七先死；随后王兵与仅剩的一名兄弟死在乱枪下，电影结束。

## 演員
| 演員             | 角色                                                         |
| 徐錦江           | 王兵（中越戰爭退伍軍人，旗兵(大圈幫)首領）                   |
| 陳敬             | 狗哥（中越戰爭退伍軍人，旗兵）                               |
| 程小龍           | 阿火（中越戰爭退伍軍人，特種兵，大圈幫）                     |
| 陳榮宗           | 大石（中越戰爭退伍軍人，旗兵）                               |
| 陳治良           | 細石（中越戰爭退伍軍人，旗兵）                               |
| 吳雪雯           | 王小慧（民運人士）                                           |
| 黎鶴鳴           | 歐陽卓（聲援會主席）                                         |
| 黃金堂（黃仲渠） | 袁左（中國公安部政治保衛局特派員）                           |
| 簡錫明           | 萬先生（商人）                                               |
| 王清河           | 李副社長（新華社香港分社副社長，真實身份為港澳地區黨委書記） |
| Larry Stradmoor  | David Wong（皇家香港警察有組織及嚴重罪案調查科總警司）       |
| 盧敬華           | 四眼七（聲援會人員）                                         |

## 其他
片中的組織「聲援會」及角色歐陽卓，分別影射了支聯會及其主席司徒華。而角色「袁左」（國語配音版為「袁樹」，估計為粵語和普通話之間的翻譯問題）則影射了當時的中國國務院發言人袁木。在電影中被提及的真實人物則有鄧小平、趙紫陽、楊尚昆、李鵬、姚依林和吾爾開希（通緝海報）。
在現實中，香港也曾出現過類似的秘密營救行動，後來被稱為「黃雀行動」，其情節亦遠比本片複雜。

## 中方反應
根據英國政府解密檔案，陳佐洱曾於1990年率領代表團訪港，投訴香港政府當局為何准許以黃雀行動為題材的電影播出。

## 外部連結
- AllMovie上《省港旗兵4：地下通道》的资料（英文）
- 爛番茄上《省港旗兵4：地下通道》的資料（英文）
- 香港影庫上《省港旗兵4：地下通道》的資料（繁體中文）
- 互联网电影数据库（IMDb）上《省港旗兵4：地下通道》的资料（英文）